# Air India Express

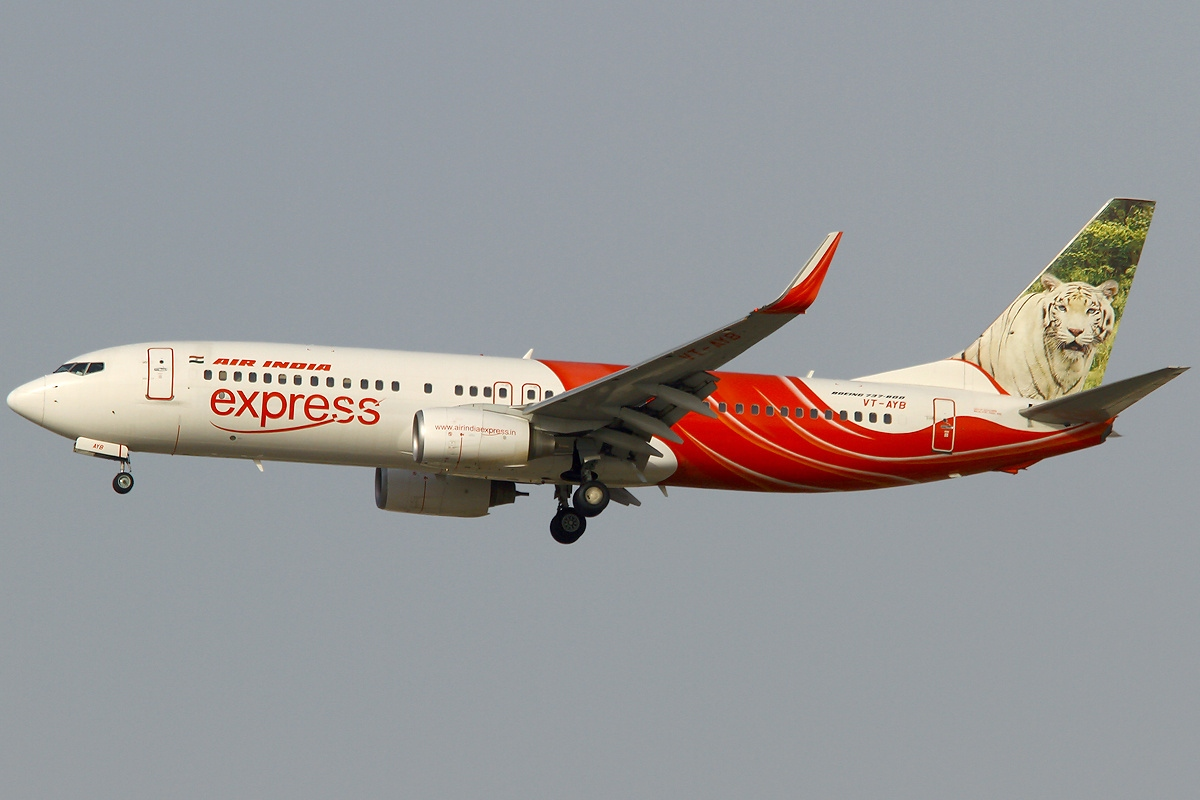
Boeing 737-8HG d'Air India Express

Air India Express (en hindi : एअर-इंडिया एक्स्प्रेस (ēar-iṇḍiyā ēksprēs)) est une compagnie aérienne indienne à bas coûts, filiale de la compagnie nationale Air India.

## Histoire
La société a été lancée le 29 avril 2005 avec 3 vols simultanés décollant de Thiruvananthapuram, Cochin et Kozhikode. Elle a été lancée comme une compagnie aérienne à bas prix avec pour objectif de fournir des liaisons internationales de point à point entre l'Inde, le Moyen-Orient et l'Asie du Sud-Est aux expatriés indiens.

## Destinations
En janvier 2020, Air India Express opère sur 33 destinations nationales et internationales avec environ 649 vols par semaine.

## Flotte

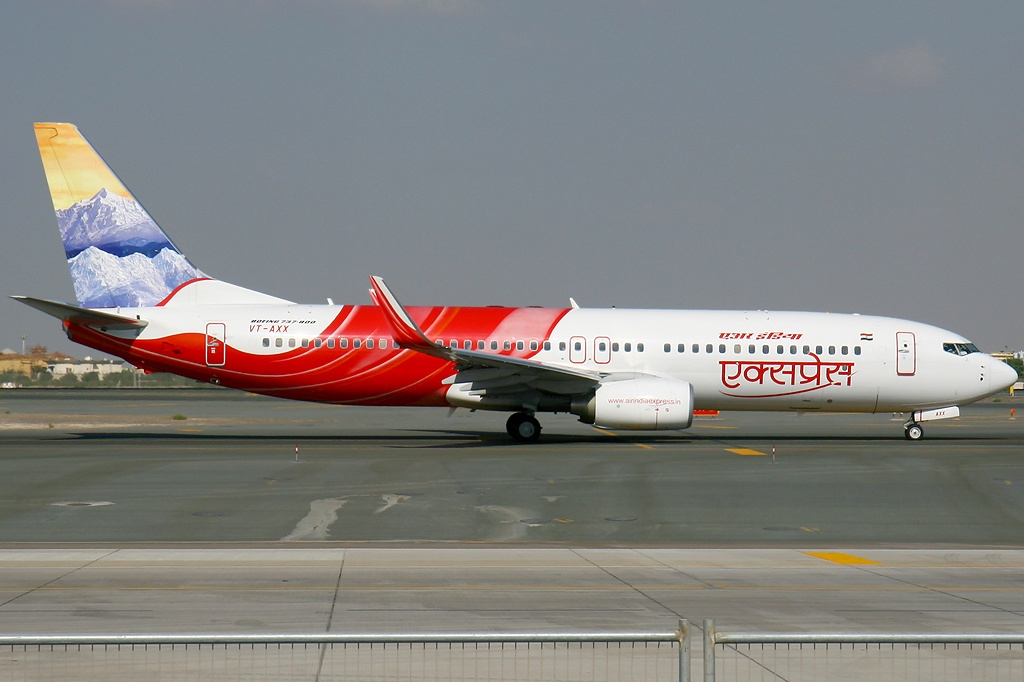
Boeing 737-8HG d'Air India Express

Air India Express exploite les appareils suivants au mois de avril 2025 :

## Incidents et accidents
- Le 22 mai 2010 à 6 h 30 (heure locale), le Vol Air India Express 812 s’écrase à l'aéroport international de Mangalore, après avoir raté la piste d'atterrissage, il a fini 1 km plus loin sur une gorge. Le bilan fait état de 158 morts, 7 blessés et 8 survivants[6].
- Le 7 août 2020 à 19 h 10 (heure locale), l'avion du vol Air India Express 1344 atterrit en urgence à l'aéroport international de Calicut, dérape sur la piste atterrissage et se brise en deux. Le bilan fait état d'au moins 18 morts et 120 blessés, dont 15 gravement, sur les 190 passagers[7],[8].